# Konrad von Altstetten

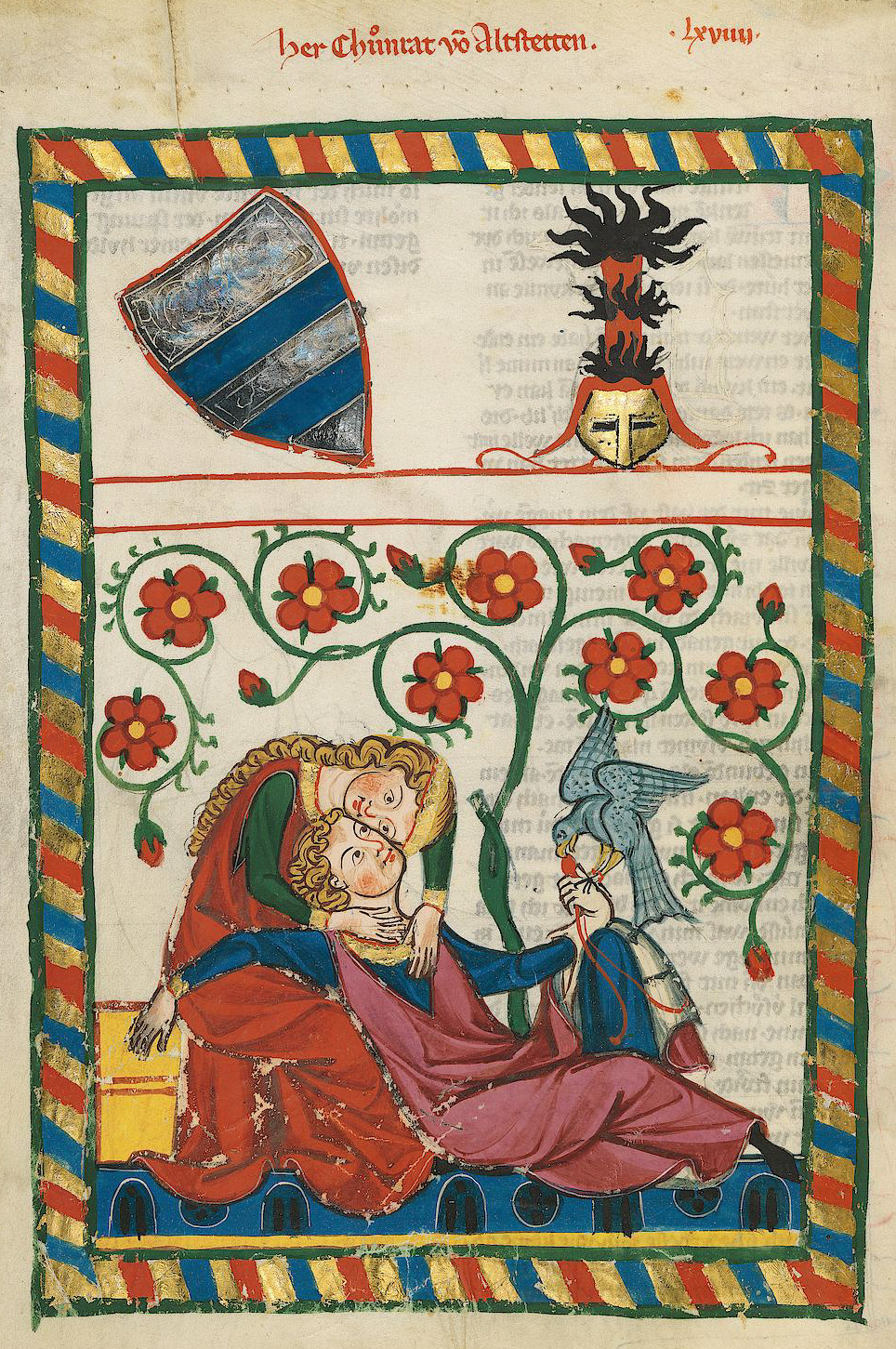
Autorenbild im Codex Manesse

Konrad von Altstetten (* 12. oder 13. Jahrhundert vielleicht in Altstätten) war ein Minnesänger.
Die von Altstetten waren ein Ministerialengeschlecht des Klosters St. Gallen. Ein Konrad ist 1235, 1268 und 1327 bezeugt. Aus stilistischen Gründen und aufgrund der Datierung der Handschrift neigt man dazu, die Nennungen zu 1235 und 1327 auszuschließen. Das im Codex Manesse gemalte Wappen stimmt jedenfalls zu dem der Herren von Altstetten. Das Bild zeigt den Minnesänger im Schoß der Dame mit einem Falken auf der Faust.
Die Heidelberger Liederhandschrift C (Codex Manesse) überliefert von ihm drei Lieder, nämlich auf Blatt 250r von der Hand des Hauptschreibers 13 Strophen in drei Tönen. Thematisch geht es um Natureingang, Frauenpreis und Minnebitte.